# Zahltag (Bass-Sultan-Hengzt-Album)
Zahltag ist das fünfte Soloalbum des Berliner Rappers Bass Sultan Hengzt. Es erschien am 8. Mai 2009 über das Label Murderbass und konnte Platz 33 der deutschen Charts erreichen, womit es das vierte Soloalbum des Rappers ist, das sich in den Album-Charts positionieren konnte. Seit dem 30. Oktober 2009 ist die Veröffentlichung in Deutschland indiziert.

## Titelliste
| #  | Titel                        | Produzent | Gastmusiker    | Länge |
| -- | ---------------------------- | --------- | -------------- | ----- |
| 1  | Intro                        | Djorkaeff |                | 1:22  |
| 2  | Props                        | Djorkaeff |                | 3:02  |
| 3  | Funkel, funkel kleiner Stern | Djorkaeff |                | 2:53  |
| 4  | Goldkettentrend III          | Djorkaeff | Godsilla, Amar | 3:18  |
| 5  | Ex-Guter Junge               | Djorkaeff |                | 2:59  |
| 6  | Nicht mit mir                | Djorkaeff | Sido           | 2:49  |
| 7  | Der Block bleibt stehen      | Djorkaeff |                | 2:49  |
| 8  | Zeiger drehen                | Djorkaeff |                | 3:17  |
| 9  | Muchachos                    | Djorkaeff |                | 2:33  |
| 10 | Alle Drinks auf mich         | Djorkaeff |                | 1:21  |
| 11 | Zeig dich ganz               | Djorkaeff |                | 3:14  |
| 12 | Nummer Eins                  | Beatzarre | JokA           | 2:47  |
| 13 | N.W.O.                       | Djorkaeff |                | 2:41  |
| 14 | Fick die Welt                | Beatzarre | Orgi69         | 3:05  |
| 15 | Outro                        | Djorkaeff |                | 1:32  |

## Vermarktung
Die Veröffentlichung des Albums war, etwa im Gegensatz zu Der Schmetterlingseffekt, in dessen Rahmen der Rapper auch Fernsehauftritte absolviert hatte, nicht mit aufwändiger Vermarktung begleitet. Es entstand ein Video zu dem Titel Probs, das von Firstclass-Guerilla produziert und Chebacka umgesetzt wurde. Probs wurde innerhalb der ersten zwei Tage auf der Internetseite YouTube 50.000 Mal angeklickt. Murderbass ließ das Video trotzdem auf YouTube sperren, damit, laut Hengzt, sich mehr Personen Probs auf der Seite des Labels anschauen. Ein weiteres Video wurde zum Stück Zeig dich ganz gedreht. Dieses entstand unter der Regie des Fotografen Murat Aslan und wurde ebenfalls von Firstclass-Guerilla produziert.

## Rezeption

### Charts
Das Album stieg auf Platz 33 der deutschen Album-Charts ein. Hengzt wertete dies als Erfolg, da im Vorfeld der Veröffentlichung nur über das Internet Werbung gemacht wurde und er selber nur wenige Interviews gegeben habe.

### Indizierung
Die Bundesprüfstelle für jugendgefährdende Medien indizierte Zahltag im Oktober 2009. Das Album fand dabei Einzug in Teil A der Liste der jugendgefährdenden Medien, sodass es seit dem 30. Oktober 2009 nicht mehr beworben und an Jugendliche unter 18 Jahren verkauft werden darf. Sabine Meier, stellvertretende Vorsitzende der BpjM, begründete die Indizierung mit „drastischen Gewaltschilderungen“ sowie der „Vermischung von Sex und Gewalt“ in den Texten des Rappers. Die für das Verbot ausschlaggebenden Titel sind Props, Funkel, funkel kleiner Stern, Goldkettentrend III, Zeig dich ganz, Nummer Eins und Fick die Welt. Der Vertrieb Groove Attack kritisierte das Vorgehen der Bundesprüfstelle, die das Label Murderbass erst am 29. Oktober 2009, und damit einen Tag vor dem Inkrafttreten, über die Indizierung informiert hatte. In der Vergangenheit waren bereits mit Rap braucht kein Abitur, Berliner Schnauze und Der Schmetterlingseffekt die meisten Alben des Berliners indiziert worden. Hengzt erklärte im Rahmen der Veröffentlichung von Zahltag, dass er davon ausgehe, dass das Album indiziert werden wird, da seine vorherigen Alben, unabhängig von der Stilrichtung, verboten worden waren. Nach Bekanntgabe der Indizierung zeigte sich Hengzt in einem Video belustigt: „Vielen Dank an die BpjM. Hiermit bin ich offiziell der härteste Rapper Deutschlands. Ich nehme den Preis dankend entgegen.“ Des Weiteren erklärte der Berliner, dass die Bundesprüfstelle nicht begreife, dass die verbotenen Titel weiterhin von potentiellen Hörern aus dem Internet heruntergeladen werden können und dass eine Indizierung ihm mehr Bekanntheit und Erfolg einbringe.
In einem neuen Interview aus dem Jahre 2015 sagt Hengzt, er habe das Album mit Absicht so übertrieben hart gemacht, damit es schnell indiziert wird und seine Plattenfirma, unter der er zu dem Zeitpunkt widerwillentlich unter Vertrag stand, kaum etwas von dem Album verdient. Das Album wurde dementsprechend fünf Monate nach Veröffentlichung indiziert und hat sich von seinen Alben am schlechtesten verkauft.

### Kritik
Zahltag wurde in einer Rezension der E-Zine Laut.de kritisiert, in der es drei von möglichen fünf Bewertungspunkten von der Redaktion der Seite zugesprochen bekam. Lobend bewertet der Verfasser der Wertung Karim Chughtai: „Bass Sultan Hengzt kann rappen, hat einen guten Flow, super Beats dahinter, ist battletauglich, reimt zum Teil kreativ, bringt witzige Vergleiche, könnte aber in den meisten Tracks auf dem Album auch noch eine Schippe drauflegen.“ Dabei befänden sich ihrer Ansicht nach zu wenige Titel, die einen Inhalt transportieren wollen wie Der Block bleibt stehen auf Hengzts Album. Positiv sei dagegen das Lied Ex-Guterjunge sowie die Beats des Albums, „die Druck besitzen und zum Kopfnicken einladen“. Auch die Gastbeiträge von Amar, Sido, Godsilla, Orgi 69, Gino Cazino und JokA werden gelobt. Abschließend empfiehlt Chughtai Zahltag vor allem den Hörern des „alten Berliner Hip-Hop“.
Besonders positiv wurde die Veröffentlichung von der Redaktion des deutschen Hip-Hop-Magazins Juice aufgenommen. Diese bezeichnet Zahltag als „sehr gutes, sehr unterhaltsames Album“ und verbindet damit eine Wertung von fünf von möglichen sechs „Kronen.“ In der Kritik setzt sich die Juice unter anderem mit den Schwierigkeiten Hengzts mit der Bundesprüfstelle für jugendgefährdende Medien, welche nahezu alle Alben des Rappers nach der Veröffentlichung indiziert hatte, was zur Reduzierung der Verkaufszahlen führte, auseinander. Hengzt versuche mit Zahltag nicht einer Indizierung zu entgehen, sondern setze im Vergleich zum Vorgängeralbum inhaltlich „noch einen drauf“, was nach Meinung der Juice-Redaktion den Anhängern des Rappers freuen werde. Bass Sultan Hengzt wird als „rotzfrech, brutal, großmäulig und herrlich respektlos“ beschrieben. Die Produktionen der Lieder passen zu den Texten und den Vortrag des Hip-Hop-Musikers und auch die Gastbeiträge befreundeter Rapper fügen sich in das Konzept des Albums ein. Außerdem werden abschließend die Titel N.W.O. und Funkel, funkel kleiner Stern als „richtig eingängige Hits“ gelobt.